# ホタルブクロ
ホタルブクロ（蛍袋、学名: Campanula punctata var. punctata または Campanula punctata）とは、キキョウ科の多年草。
初夏に大きな釣り鐘状の花を咲かせる。

## 名称
和名「ホタルブクロ」は、子どもが本種の袋のような花にホタルを入れて遊んだことに由来する。また、「火垂る袋」で提灯の意味から、チョウチンバナの別名もある。その他の別名に、ツリガネソウ（釣鐘草）、アメフリバナなどがある。中国植物名は、紫斑風鈴草、燈籠花、吊鐘花などとされる。

## 特徴
日本全国に分布する。開けたやや乾燥した草原や道ばた、山野の林縁などによく見られる。山間部では人里にも出現する野生植物であるが、美しいので山野草として栽培されることも多い。
多年生の草本で、茎は直立して高さは50 - 70センチメートル (cm) になり、全体に密に毛が生えている。匍匐枝を横に出して増殖する。暑さには弱い一方、日陰でもよく育つ。
春の出る根出葉と、生育してから茎につく葉では形が異なる。越年する根生葉は長い柄があり、葉身は披針形から卵形で、根元から群がって出るが花期には枯れる。茎につく葉は互生し、葉身は長卵形から広披針形をしている。葉身は葉柄に沿って翼状になり、基部はしばしば茎を抱く。どちらの葉も葉縁に鋸歯があり、全体に粗い毛が生えている。
花期は初夏から夏。花茎を延ばして、上部に数個の釣り鐘型の花を下向きにつける。釣鐘形の花は、直径2 - 2.5 cm、長さは5 cmほどあり、淡紫色から濃赤紫色、花冠に粗い長毛がある。花には柄があって、花冠が浅く5裂し、内側に濃紫色の斑点がある。花色には赤紫のものと白とがあり、関東では赤紫が、関西では白が多い。

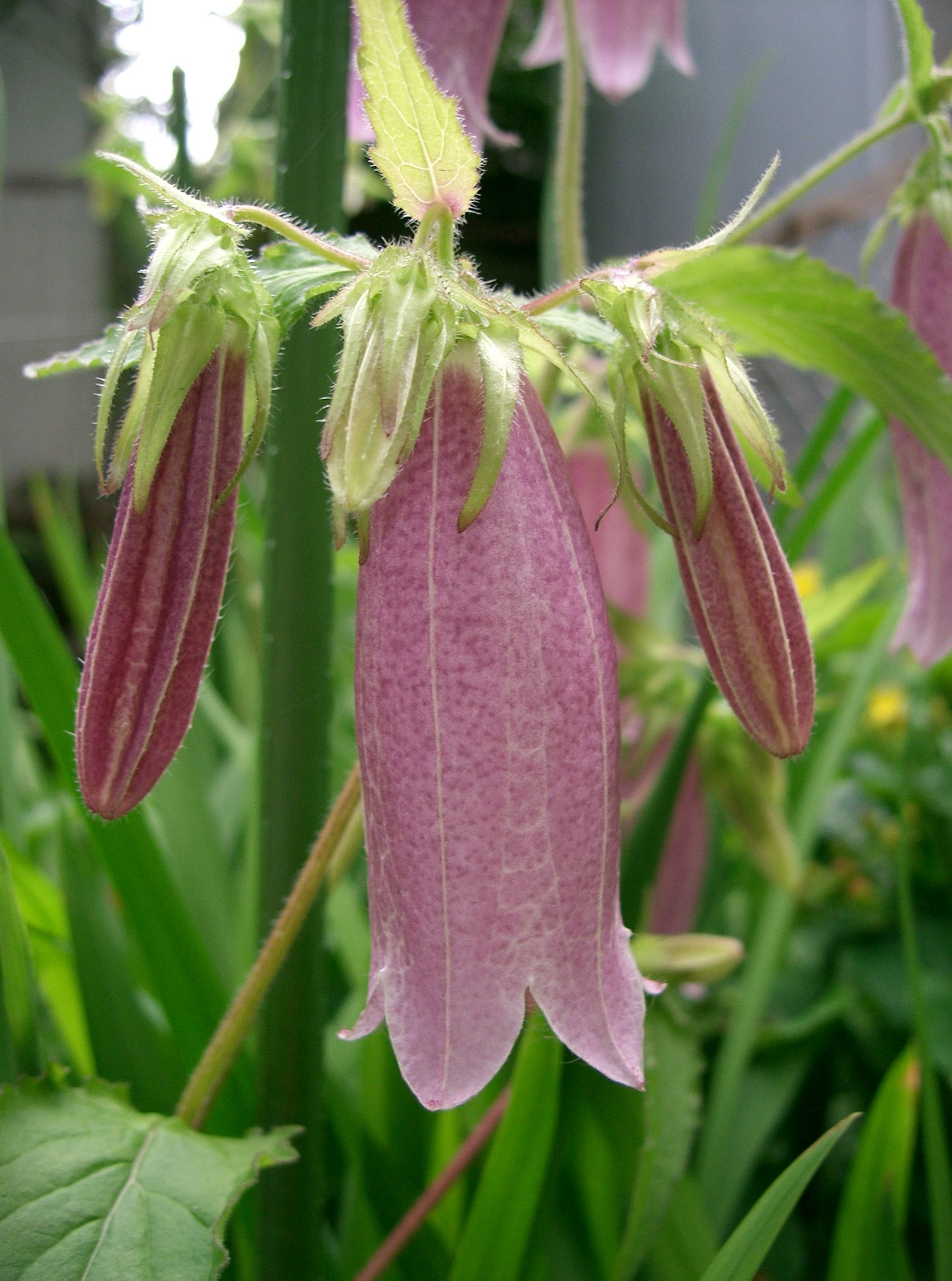
赤紫色の花
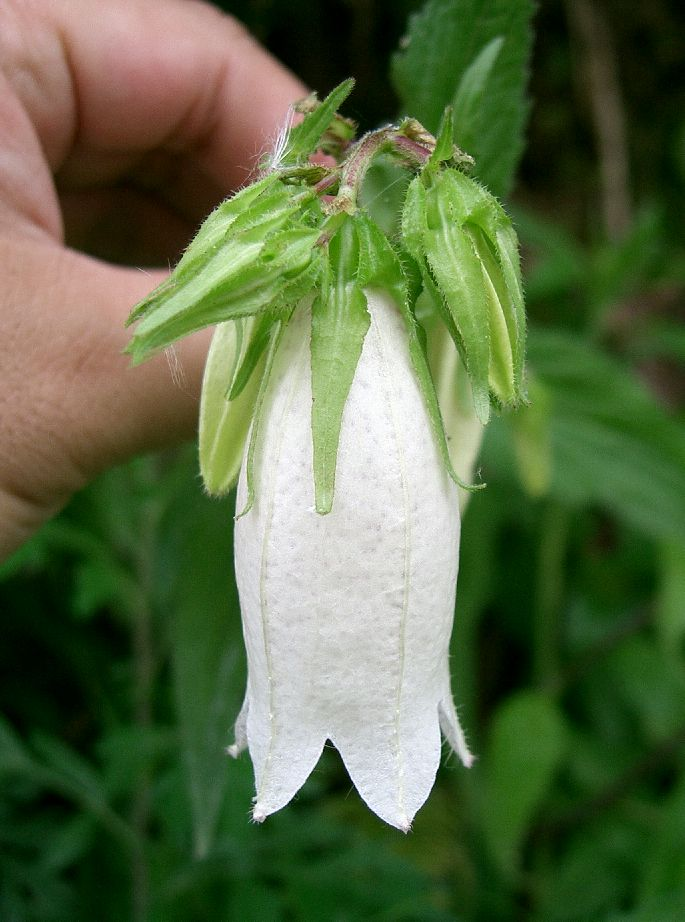
白色の花

## 利用
花、つぼみ、若苗が食用にされる。採取時期は暖地が3 - 4月、寒冷地で5月ごろが適期とされ、若苗を根を残すように株ごと切り取り、初夏に咲く花やつぼみは一輪ずつ摘み取って利用する。
若苗は苦味が強く、しっかり茹でてから流水に取り、おひたし、和え物、煮びたし、油炒め、汁物の具などにする。生のまま天ぷらにもできる。
花やつぼみは、茹でた後に三杯酢やすまし汁にしたり、ホワイトリカーに漬けて花酒にする。

## 分類

### 変種
| ホタルブクロの萼 |  | ヤマホタルブクロの萼 |
| ホタルブクロの萼 |  | ヤマホタルブクロの萼 |

ヤマホタルブクロ　学名、Campanula punctata Lam. var. hondoensis (Kitam.) Ohwi
ホタルブクロの変種で、山地に多く生育する。ほとんど外見は変わらないが、萼片の間が盛り上がっている。一方、ホタルブクロは萼片の間に反り返る付属片がある。
イシダテホタルブクロ　　学名、Campanula punctata var. kurokawae
四国石立山原産の矮性種

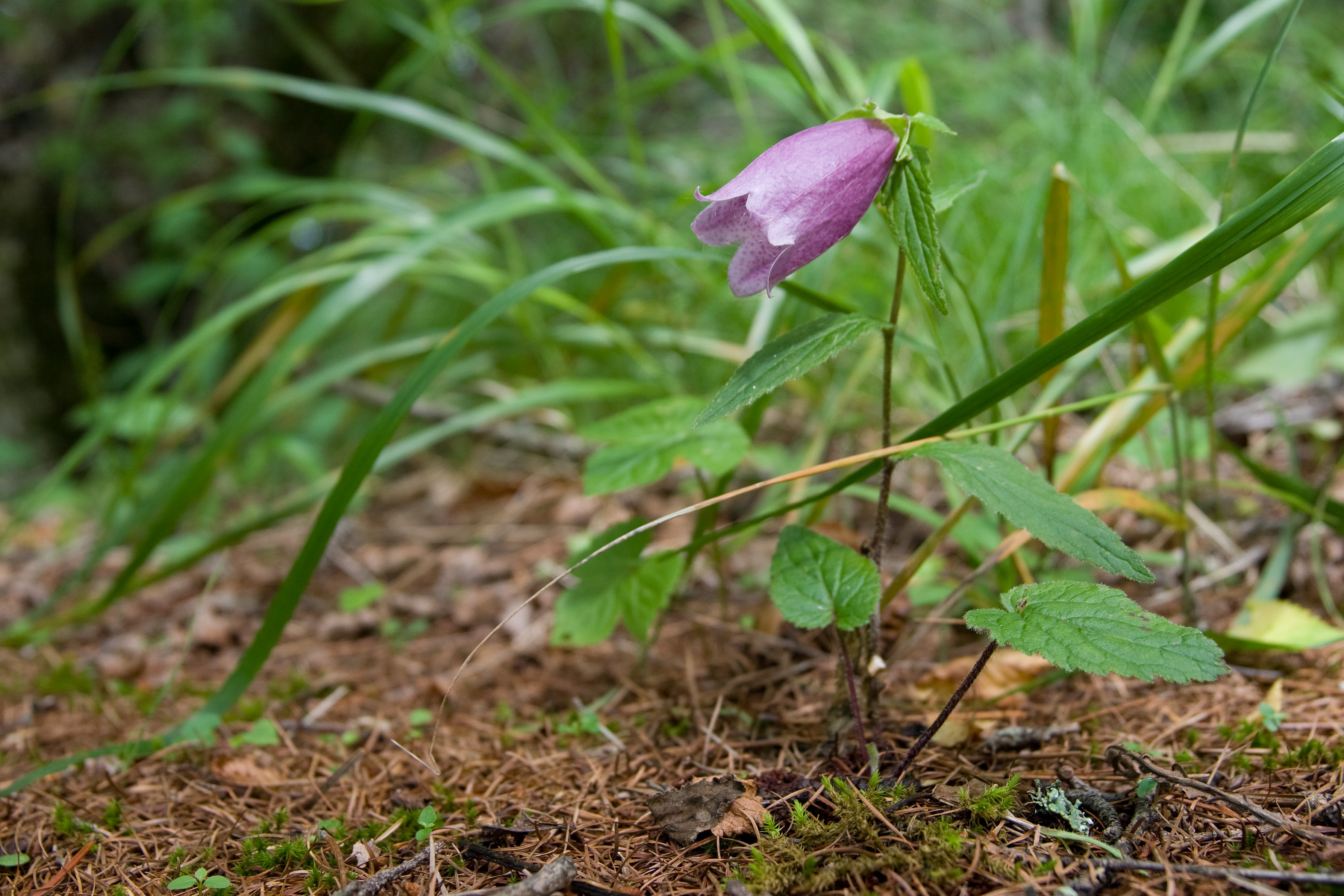
ヤマホタルブクロ
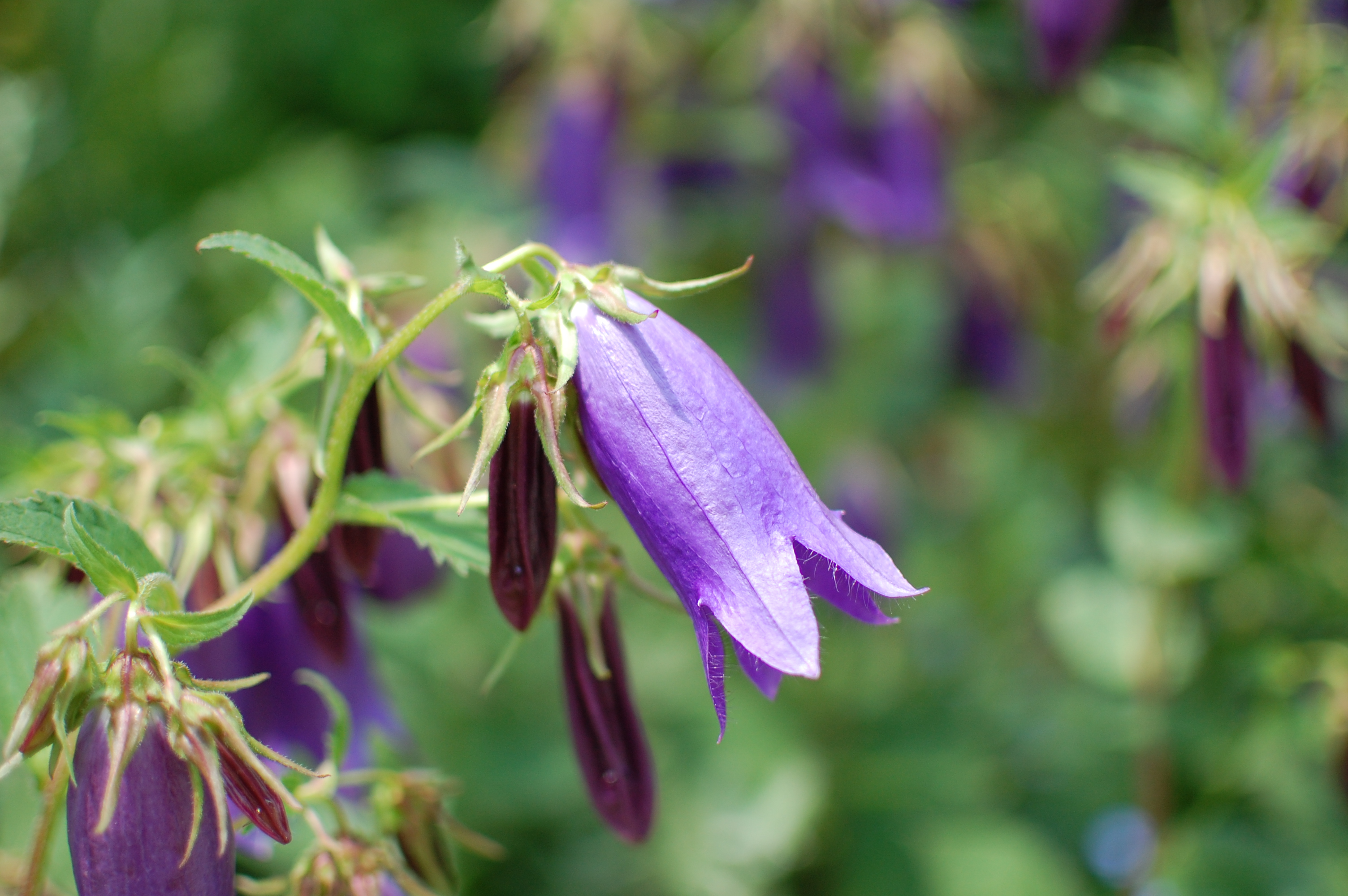
紫色の花は園芸品種、ムラサキホタルブクロ。

### 近縁種
園芸植物として親しまれているカンパニュラ（つりがねそう）は、同属植物で、主に地中海沿岸地方原産の植物を改良したものである。